# Königshain
Königshain település Németországban, azon belül Szászország tartományban. Lakosainak száma 1194 fő (2023. december 31.). Königshain Vierkirchen és Waldhufen községekkel határos.

## Népesség
A település népességének változása:
| Lakosok száma | 1179 | 1180 | 1163 | 1179 | 1194 |
|               | 2017 | 2019 | 2021 | 2022 | 2023 |